# Vista Hermosa, Durango
Vista Hermosa är en ort i Mexiko.   Den ligger i kommunen Cuencamé och delstaten Durango, i den centrala delen av landet, 800 km nordväst om huvudstaden Mexico City. Vista Hermosa ligger 1 391 meter över havet och antalet invånare är 304.
Terrängen runt Vista Hermosa är kuperad åt nordväst, men åt sydost är den platt. Runt Vista Hermosa är det mycket glesbefolkat, med 5 invånare per kvadratkilometer. Närmaste större samhälle är Cuencamé, 18,5 km söder om Vista Hermosa. Omgivningarna runt Vista Hermosa är i huvudsak ett öppet busklandskap.